# 櫛崎城
櫛崎城（くしざきじょう）は、山口県下関市長府宮崎町（長門国豊浦郡）にあった日本の城。串崎城とも表記され、雄山城（かつやまじょう）、長府城、長府陣屋とも称する。

## 概要
櫛崎城は、関門海峡を望む要衝として、周防灘に突き出した半島の高台に築かれた城。現在は関見台公園として整備されているが、当時の城域は公園よりさらに北側の豊功神社に至るまでであったと考えられる。当時の城郭図巻によると松崎口・浜之坂口・三軒屋口に櫓があり、櫛崎城趾の石碑が建てられている付近が松崎口（大手門二重櫓）の跡とみられている。
なお、串崎の名は、鎌倉時代の元寇で討ちとった敵兵の首をこの海岸に埋めたことから “首崎” が転化したものだと言われている。また、周辺の丘陵部に“お城山”や“詰の丸”などの地名が残っており、現在関見台となっているのは城の本丸が“お城山”とされる。

## 歴史
天慶3年（940年）に藤原純友の配下稲村平六景家がこの地に拠ったとも伝えられているが詳細は不明である。
戦国時代に大内氏の重臣内藤隆春が築城し、「温故私記」によると永禄12年（1569年）9月に、内藤氏家臣の勝間田盛長を城番として置いている。
慶長5年（1600年）の関ヶ原の戦いで毛利氏は防長二州に減封されたため、山口城に居を構えていた毛利秀元が支藩の長府藩の居城として改修し雄山城と称した。
しかし、元和元年（1615年）に江戸幕府の定めた一国一城令によって取り壊され、隣接地に居館を置いた。幕末の外国船との戦いに備えて築いた勝山御殿に移るまでの約250年、長府藩の政庁であり、藩主の居館であった。
幕末には攘夷のために櫛崎城跡も砲台とされ、東側から海峡に入って来る外国船を一番早く発見する役割を果した。真鍮砲3門と木砲4門が配備されていたが、四国艦隊下関砲撃事件の休戦協定が結ばれた翌日の元治元年（1864年）8月9日、戦利品として持ち去られた。

## 現在

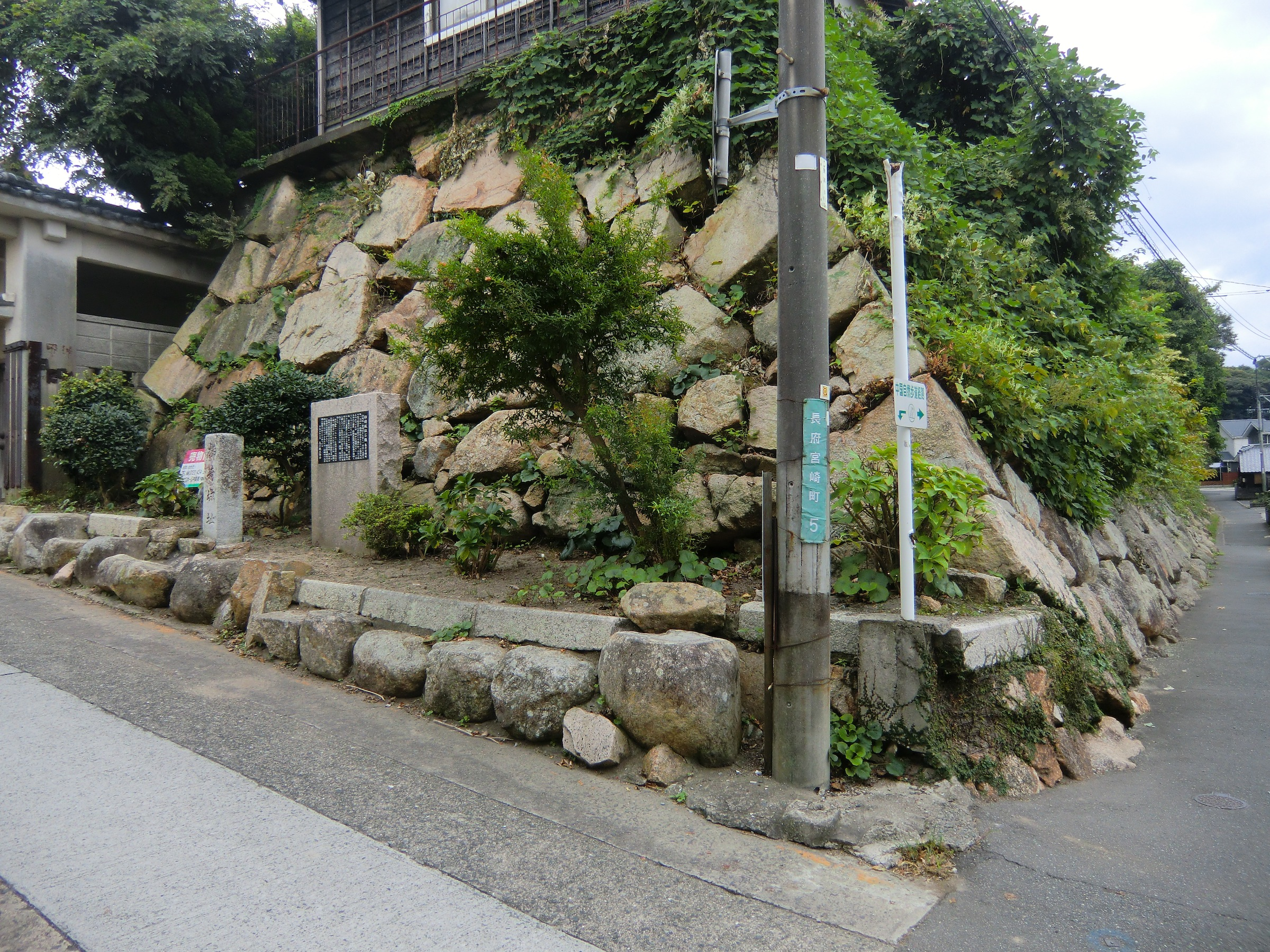
現存石垣と城跡碑

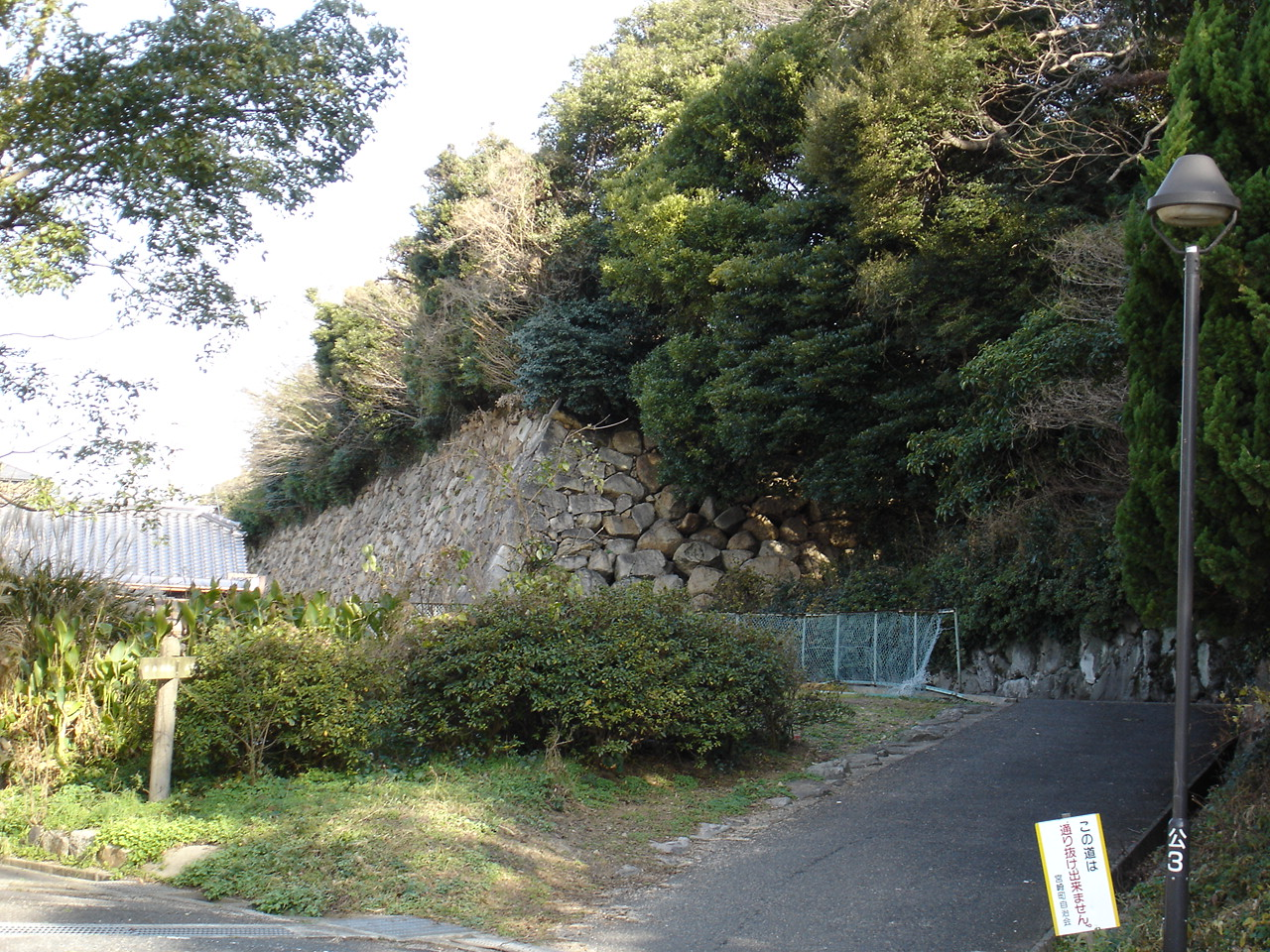
現存石垣

### 遺構
関見台公園から住宅地（民有地）にかけて石垣の一部が現存している他、公園内には復元した石垣・天守台も整備されている。また、居館（政庁）跡地は、山口県立豊浦高等学校の敷地となっている。豊浦高校の南東側に無料駐車場がある（駐車場から北に向かって現存石垣が続く）。
その他、下関市立長府博物館には、破却時に取り外された大鬼瓦が展示されている。

### その他
- 関見台公園案内図
- 四阿 - 石垣の近くにあり、椅子と卓を置いた屋根付きの休憩所。
- 天守台登り口 - 石の階段の右に「串崎城址」パネル看板。
- 「くじら館」跡 - 本丸跡にくじらの形の建造物のみ残る。
- 駐車場近くにある石垣の上に木造の家屋があるが、一般民家で往時の遺構ではない。

## 支城・支藩政庁
- 清末陣屋 - 下関市清末にあった清末藩（長府藩の分家） の陣屋。

## アクセス
- JR山陽本線・長府駅下車、「長府駅前」バス停から「下関ゆき」バスに乗り「松原バス停」下車、徒歩約10分
  - 関見台公園に駐車場あり